# 大西杏奈
大西杏奈（日语：／ Ōnishi An'na，1994年8月15日—），日本前年少偶像、前寫真偶像。於大阪府出身。所屬事務所為「Hot office」。

## 生平
2007年1月26日，她推出寫真DVD《杏奈12歲 杏奈》（あんな12歳　あんな），並在作品中以身穿丁字褲、V字泳衣的姿態登場。這部作品推出不過一兩個月左右便因為《週刊文春》等媒體開始關注年少偶像產業，而停止發行。3月31日，她的寫真DVD《杏奈12歲》公開，這部作品收錄了她身穿細小比基尼的樣子。9月7日，她推出寫真DVD《杏奈13歲》（あんな13歳），這部作品除了收錄大西穿着V字泳衣的樣子外，還收錄她身穿水手服和各種泳衣的姿態，網站「ota☆suke」形容這部作品「令人着迷」。10月7日，她跟小池凜、齋藤朱莉等人一起以身穿丁字褲的姿態共演的寫真DVD《凜跟T的朋友！》（りんとTなお友達！）面世。
2008年9月30日，她在時代劇《忍風女忍者傳說 吹雪 第一章·朧谷三人》（忍風くノ一伝説　吹雪 FUBUKI　壱ノ章・朧谷三人衆）中登場，於當中飾演瑠衣。
2009年2月19日，她有份出演的現代劇《JID Vol.3》公開。